# Ilija Najdoski
Ilija Najdoski (né le 26 mars 1964 à Kruševo en Macédoine) est un footballeur macédonien, défenseur de l'Étoile Rouge de Belgrade et de l'équipe de Yougoslavie dans les années 1990.
Najdoski a marqué un but lors de ses onze sélections avec l'équipe de Yougoslavie entre 1990 et 1992 et aucun but lors de ses dix sélections avec l'équipe de Macédoine entre 1993 et 1996.

## Carrière
- 1984-88 : FK Vardar Skopje  Yougoslavie
- 1988-92 : FK Étoile rouge de Belgrade  Yougoslavie
- 1992-94 : Real Valladolid  Espagne
- 1994-95 : Denizlispor  Turquie
- 1995-96 : FK CSKA Sofia  Bulgarie
- 1996-97 : Football Club de Sion  Suisse

## Palmarès

### En équipe nationale
- 11 sélections et un but avec l'équipe de Yougoslavie entre 1990 et 1992.
- 10 sélections et aucun but avec l'équipe de Macédoine entre 1993 et 1996.

### Avec l'Étoile Rouge de Belgrade
- Vainqueur de la Coupe des clubs champions européens en 1991.
- Vainqueur de la Coupe intercontinentale en 1991.
- Vainqueur du Championnat de Yougoslavie de football en 1990, 1991 et 1992.
- Vainqueur de la Coupe de Yougoslavie de football en 1990.

### Avec le FC Sion
- Vainqueur du Championnat de Suisse de football en 1997.
- Vainqueur de la Coupe de Suisse de football en 1997.